# Farhud

Els iraquians massacren els jueus de Bagdad durant el Farhud

El Farhud (àrab: الفرهود «despossessió violenta») va ser un pogrom que es va dur a terme contra la població jueva de Bagdad, Regne de l'Iraq, l'1 i 2 de juny de 1941, immediatament després de la victòria britànica a la guerra anglo-iraquiana.

## Detalls
La matança va tenir lloc l'1 i el 2 de juny de 1941, quan la ciutat ja no tenia autoritats polítiques després de la fugida de Raixid Ali Gaylani i abans de l'arribada de les forces britàniques i de Transjordània. A la massacre van ser assassinats aproximadament 180 jueus, segons fonts oficials.
La massacre del Farhud ha estat delimitada únicament a la ciutat de Bagdad. Tot i això, altres fonts indiquen que varen tenir lloc assassinats en altres ciutats, a més de Bagdad. La violència física contra els jueus i el saqueig dels seus béns es va produir també a Mossul, Kirkouk, Arbela, Bàssora, Amara i Falluja, on vivien comunitats jueves més reduïdes que a Bagdad.
La revolta va durar dos dies, entre la signatura de l'alto el foc el 31 de maig del 1941 i l'entrada de l'exèrcit britànic a la ciutat el 2 de juny. Entre 150 i 180 Jueus van ser assassinats, altres 600 van ser ferits, un nombre indeterminat de dones van ser violades, i prop de 1.500 cases i comerços van ser saquejats.
El balanç oficial és d'aproximadament 180 jueus morts i 240 ferits. 586 comerços pertanyents a jueus varen ser saquejats i 99 cases jueves destruïdes. Vuit atacants entre oficials de l'exèrcit i de la policia van ser condemnats a mort per l'executiu iraquià després dels actes de violència.
Els jueus no van ser autoritzats a enterrar ells mateixos els seus morts, que van ser recuperats per l'executiu i enterrats en una fossa comuna.
Altres fonts donen un nombre de morts i de ferits molt més elevat: prop de 200 morts i més de 2.000 ferits; unes 900 propietats jueves saquejades i destruïdes, i centenars de comerços saquejats. Bernard Lewis dóna la seva opinió sobre que «les estimacions no oficials eren molt més elevades que les estadístiques oficials» i estableix els números en 600 jueus assassinats i 240 ferits.
Per a altres historiadors, el Farhud marca un gir decisiu per als jueus de l'Iraq: com a conseqüència d'aquest esdeveniment, quedaran regularment subjectes a la violència, a les persecucions, als boicots i a les confiscacions abans de ser expulsats el 1951. Del 1950 al 1952 l'operació Ezra i Nehemia va permetre portar gairebé la totalitat dels jueus de l'Iraq cap a l'Estat d'Israel, recentment creat.